# Australian Plant Name Index
Ne doit pas être confondu avec IPNI.
The Australian Plant Name Index (APNI, littéralement en français « le catalogue des noms de plantes australiennes ») est une base de données en ligne de tous les noms de plantes vasculaires d'Australie. Il couvre tous les noms, actuels, synonymes ou non valides. Il comprend des informations bibliographiques et des détails de description, la distribution par États, des liens vers d'autres ressources telles que des cartes de prélèvement, et des notes et commentaires sur d'autres aspects. 
Reconnu par les botanistes australiens comme la base officielle de la nomenclature des plantes australiennes, il est l'élément central de l'Australasian Virtual Herbarium (en) (AVH), un projet de 10 millions de dollars australiens visant à fournir un accès en ligne intégré pour les données et les collections de spécimens d'herbiers importants de l'Australie. 
Deux interfaces de requête sont offerts.